# Escola Superior de Disseny
L'Escola Superior de Disseny (ESDi) és una escola universitària ubicada a Sabadell que imparteix la titulació universitària oficial de grau en disseny en les especialitzacions de Disseny Gràfic, de Moda, de Producte, d'Interiors i Audiovisual, i en gestió del disseny inclòs en l'itinerari curricular Integració Multidisciplinària. La Fundació per al Disseny Tèxtil (FUNDIT) és la institució fundadora de l'Escola Superior de Disseny ESDi.
L'Escola Superior de Disseny (ESDi) és un centre adscrit a la Universitat Ramon Llull (URL), primera universitat privada a Espanya i amb una forta implantació a Catalunya, i el conjunt del seu pla d'estudis està adaptat a l'Espai europeu d'educació superior (EEES). L'ESDi compta amb més de vint anys d'història. Va ser el primer centre que va introduir els estudis universitaris en Disseny, com a títol propi de la URL, i va ser una de les primeres escoles universitàries d'Espanya a impartir la titulació universitària oficial de Grau en Disseny, l'any 2008. La seva vocació quant a recerca se certifica amb el fet que l'ESDi organitzà el Primer Congrés Internacional de Disseny i Innovació de Catalunya.

## Naixement
L'Escola Superior de Disseny té l'origen en la Fundació per al Disseny Tèxtil, FUNDIT, nascuda l'any 1989 de la iniciativa d'un grup d'empreses associades del Gremi de Fabricants de Sabadell, que van definir el disseny com un element clau per a la millora de la competitivitat de l'empresa i el creixement de la indústria.
Comprengueren que calia competir "amb valor" en els seus productes en canvi de competir "per cost" i que el repte del sector tèxtil passava per disposar de dissenyadors amb capacitat d'anàlisi, domini del procés creatiu i aptitud de treball amb el conjunt dels agents implicats en la generació de valor del producte; de tal manera que competir no era una qüestió només d'emprar la millor tecnologia. La iniciativa va tenir el suport de les administracions catalana i espanyola.
La Fundació va crear l'Escola Superior de Disseny, ubicant-la en els antics Docks de Sabadell, que eren una nau industrial que servia de gran magatzem per al dipòsit de les partides de llana i primeres matèries tèxtils. L'edifici va ser remodelat l'any 1991 per l'arquitecte Ignasi Veciana. Avui, aquella nau és un campus universitari amb un edifici principal de 9.000 m2, distribuïts en quatre plantes i nombrosos equipaments científics, tècnics i artístics necessaris per garantir el ple desenvolupament de l'activitat acadèmica.

## Evolució
L'any del naixement de l'ESDi l'activitat docent es va iniciar amb l'especialitat del disseny tèxtil, que eren uns estudis aleshores especialment sol·licitats pel sector tèxtil espanyol. La FUNDIT (Fundació per al Disseny Tèxtil) ha cregut sempre que la indústria requereix dissenyadors altament qualificats que dominin el procés creatiu i tinguin la capacitat de treballar simbiòticament amb tots els agents involucrats en el progrés i la generació de valor en un context de competència global. També ha apostat des dels inicis per la cultura de l'emprenedoria i pel naixement constant de noves empreses, perquè entén que no hi ha progrés que no vagi acompanyat de risc, i aquest és un valor que es tracta de comunicar a l'alumnat des del primer dia en què es comença l'activitat acadèmica.

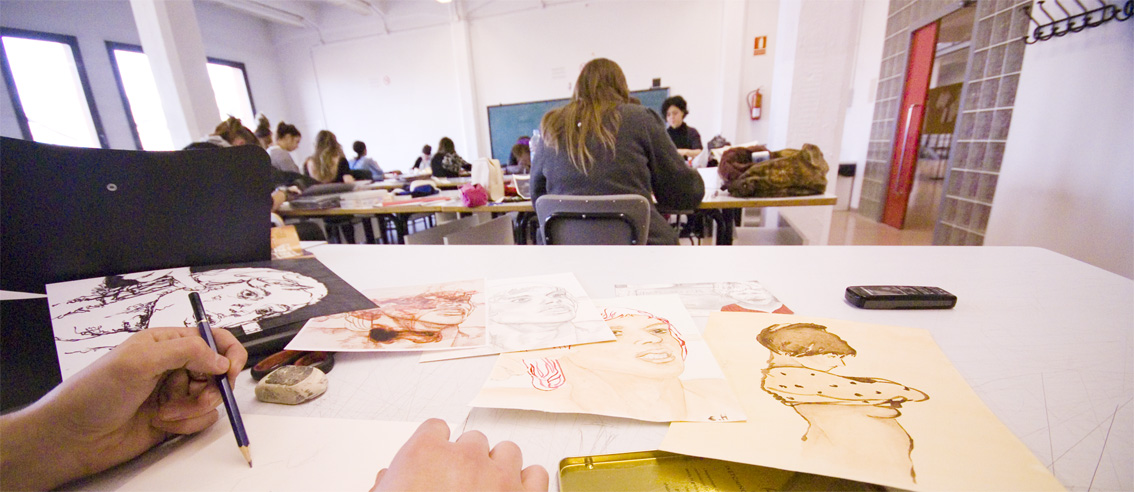
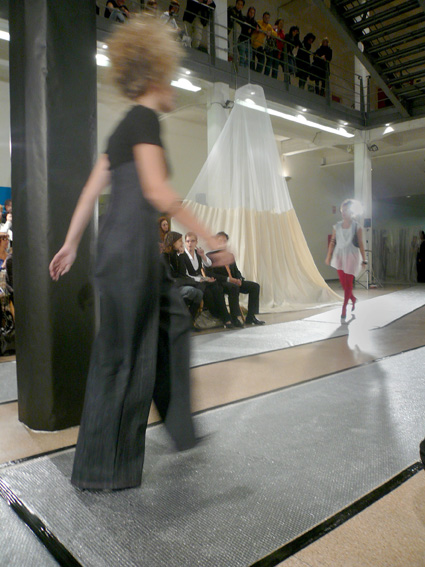
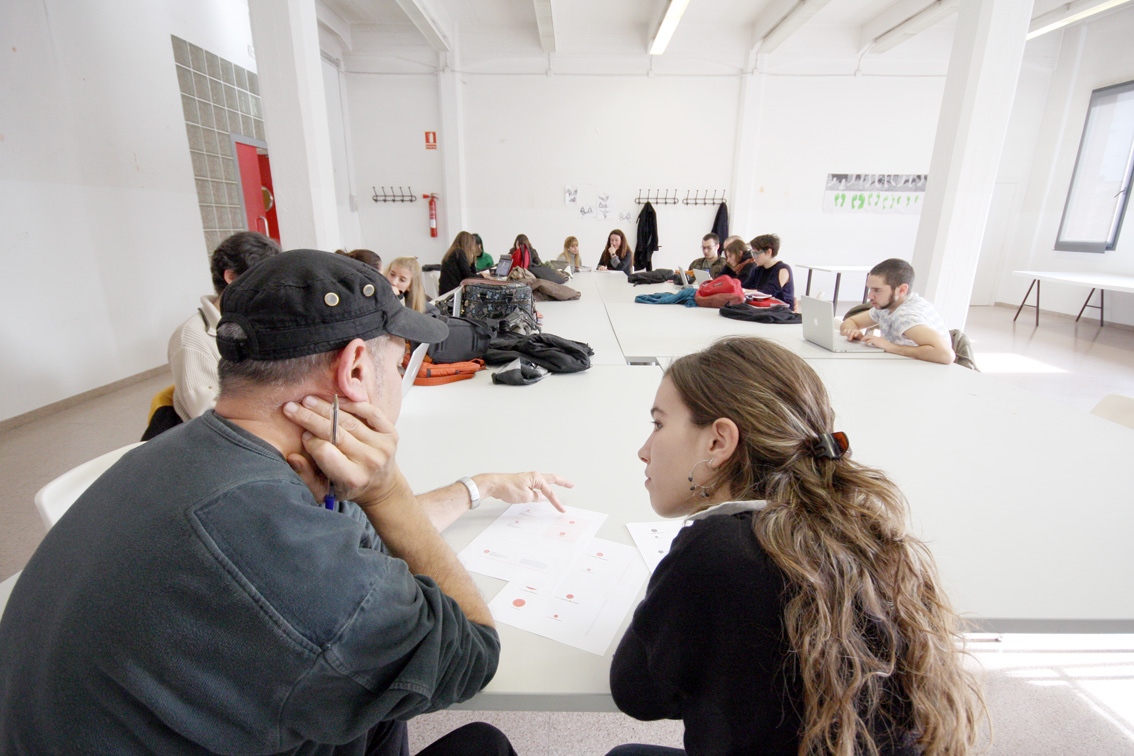
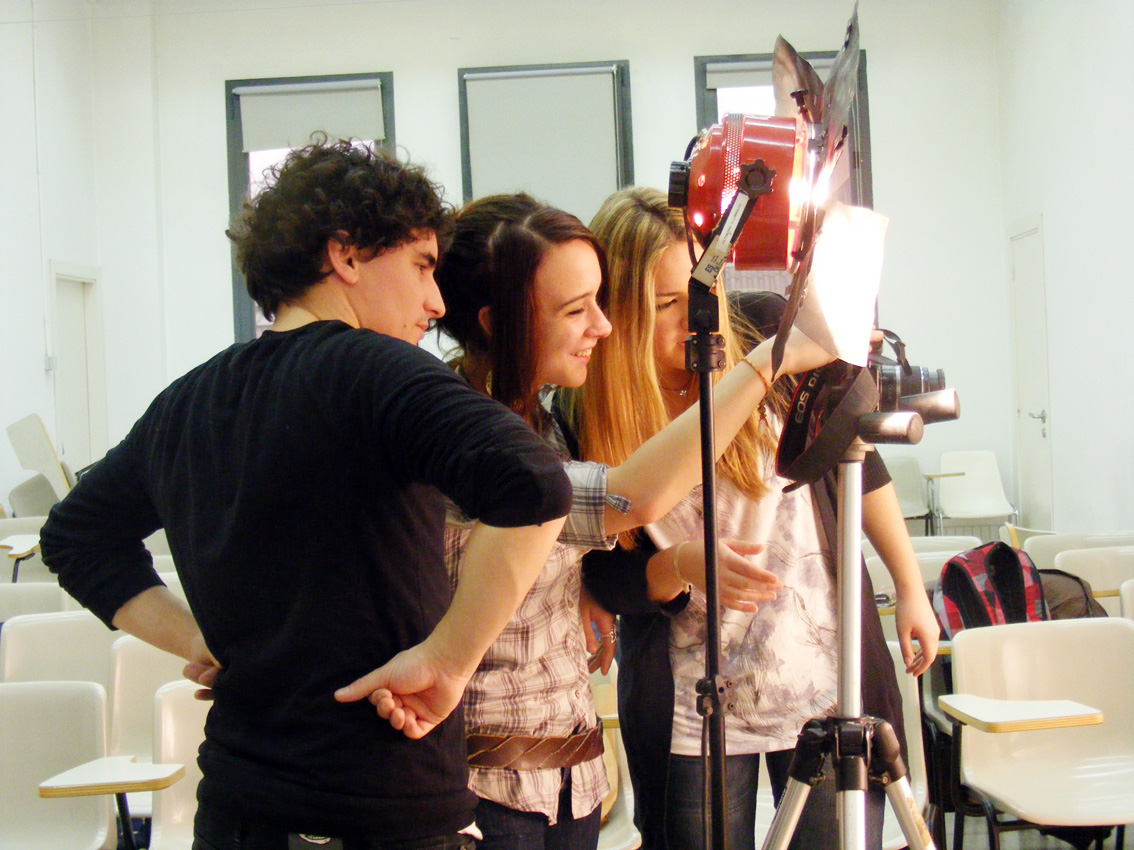

Tres anys després del seu naixement, l'any 1992, l'Escola Superior de Disseny es va associar amb la Universitat Ramon Llull (URL), de tal manera que l'ESDi va ajustar la seva formació acadèmica als requeriments i les garanties de qualitat universitàries, i es va signar un conveni amb la Universitat Ramon Llull. Aquest va permetre que a partir d'aleshores els alumnes graduats a l'ESDi rebrien de la Universitat Ramon Llull la titulació de Graduat Superior en Disseny, un títol propi de la Universitat, en les diverses especialitats. Aquest va ser el primer pas, el primer impuls, per a la definitiva adequació del disseny al model de titulació oficial universitària, que no vindria fins anys més tard. L'ESDi esdevenia ja el primer centre a Espanya a impartir estudis de disseny universitaris.
Refermant el compromís per la creativitat i per la mateixa evolució de la tecnologia i de la societat, l'Escola Superior de Disseny (ESDi) va crear el Media Centre d'Art i Disseny (MECAD) l'any 1998, i va començar a impartir -com una nova especialitat- els estudis d'art electrònic i disseny digital.
L'any 2000 la Fundació per al Disseny Tèxtil va adquirir i va integrar a l'ESDi l'Escola d'Arts i Tècniques de la Moda (EATM), la primera escola a Espanya en l'ensenyament de moda. Nascuda a Barcelona l'any 1968, amb un reconegut prestigi a Espanya en la docència del disseny d'aquesta especialitat. L'EATM té més de 40 anys. S'hi imparteixen formació universitària, cicles formatius i cursos d'especialització. De l'oferta formativa en destaca el Màster Oficial en Comissariat d'Art en Nous Mitjans, el primer màster amb itinerari de recerca.
El curs acadèmic 2001-2002 l'Escola Superior de Disseny suma a la seva oferta formativa una nova especialitat: el disseny d'interiors, un itinerari que inclou les noves exigències de mobilitat, teletreball i multiculturalitat, entre altres aspectes, que caracteritzen l'organització de la nova societat.
El període acadèmic 2005-2006 l'ESDi incorpora a la seva oferta acadèmica una nova especialitat: Integració multidisciplinària o Gestió del disseny. Aquesta neix d'un esforç d'adaptació fet a l'Escola per adaptar els estudis de disseny als canvis socioculturals i als nous requisits que deriven dels avenços de la societat. El mercat de treball exigeix la figura d'un gestor del disseny, un professional amb un coneixement i una perspectiva transversal d'aquesta disciplina que, integrat a l'empresa, ha de poder aportar valor amb l'aplicació del disseny als diferents àmbits de la companyia (producte, comunicació, personal, interiors).

## Consolidació i reconeixement
El 9 de gener de 2009 és la data en què la Generalitat de Catalunya, per mitjà de l'ordre IUE/9/2009, reconeix oficialment l'adscripció de l'Escola Superior de Disseny (ESDi) a la Universitat Ramon Llull de Barcelona i, a la vegada, reconeix la implantació dels estudis Universitaris oficials de Grau en Disseny. El curs acadèmic 2008-2009 va ser el primer en què l'ESDi va començar a oferir el Grau oficial en Disseny. El disseny era finalment titulació universitària oficial.

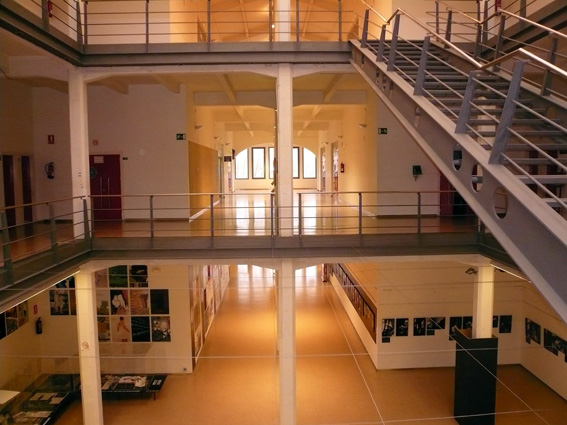
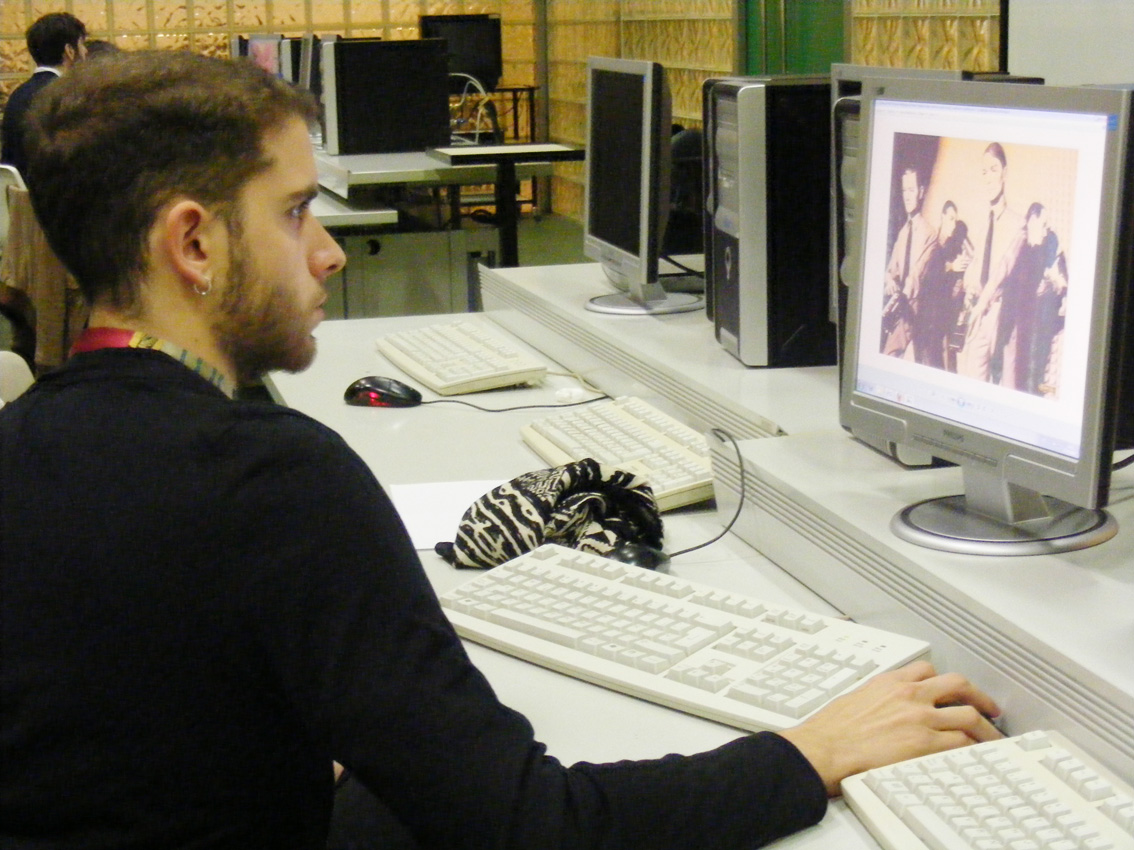
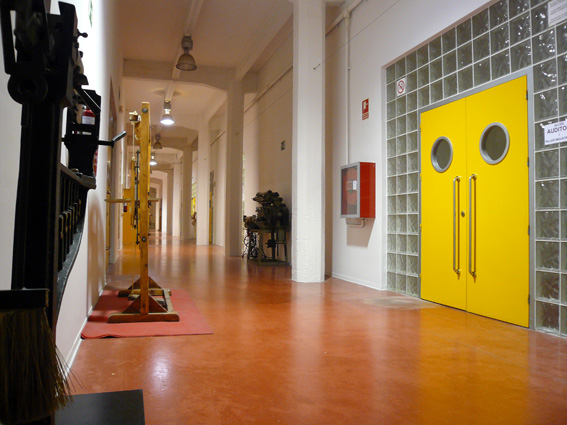
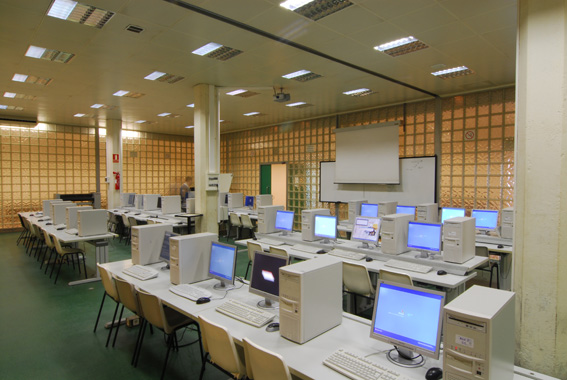

Un any després, 2010, l'ESDi compleix 20 anys. Ho celebra amb l'organització d'un Congrés que fou el primer a Catalunya relacionat amb Disseny i Innovació. Hi assisteixen professionals de renom de diversos països i es presenten ponències i comunicacions relacionades amb el disseny i la recerca de la competitivitat empresarial.
El darrer pas que conclou amb la integració de la disciplina del disseny a tots els efectes a la universitat es dona l'any 2011. L'ESDi comença a impartir el Màster Oficial en Comissariat d'Art en Nous Mitjans, que incorpora l'itinerari de recerca que obre les portes d'accés al doctorat. Després d'un llarg camí el disseny té a Catalunya el ple reconeixement universitari. És titulació universitària oficial reconeguda per la Unió Europea.